# Перголези, Джованни Баттиста
Джова́нни Батти́ста Перголе́зи (итал. Giovanni Battista Pergolesi; 4 января 1710, Ези — 16 марта 1736, Поццуоли) — итальянский композитор, скрипач и органист. Его настоящая фамилия — Дра́ги (итал. Draghi), слово «Перголези», по факту ставшее псевдонимом, является демонимом городка Пергола (итал. Pergolа), где жили предки музыканта.
Представитель Неаполитанской оперной школы, один из самых ранних и важнейших композиторов оперы-буффа (комической оперы).

## Биография
Родился в Ези, где изучал музыку под руководством Франческо Сантини. В 1725 году переехал в Неаполь, где постигал основы композиции под руководством Гаэтано Греко и Франческо Дуранте. В Неаполе Перголези остался до конца своих дней. Здесь впервые были поставлены все его оперы, кроме одной — L’ Olimpiade, премьера которой состоялась в Риме.
С первых же шагов на композиторском поприще Перголези зарекомендовал себя как яркий сочинитель, не чуждый экспериментов и нововведений. Самой удачной его оперой является написанная в 1733 году «Служанка-госпожа», быстро завоевавшая популярность на оперных подмостках. Когда в 1752 году она была представлена в Париже, то вызвала ожесточённые споры между сторонниками традиционной французской оперы, признанными корифеями которой были Рамо и Люлли, и поклонниками новой итальянской комической оперы. Споры между консерваторами и «прогрессистами» бушевали в течение пары лет, пока опера не сходила со сцены, и в течение этого периода парижское музыкальное общество оказалось расколотым надвое.
Наряду со светской Перголези активно сочинял и духовную музыку. Самым известным его произведением в этом жанре стала фа-минорная кантата Stabat Mater, написанная незадолго до смерти. Stabat Mater («Стояла мать скорбящая») на стихи итальянского монаха-францисканца Якопоне да Тоди повествует о страданиях Девы Марии во время распятия Иисуса Христа. Этот католический гимн для небольшого камерного состава (сопрано, альт, струнный квартет и орган) — одно из самых вдохновенных произведений композитора. Stabat Mater Перголези была написана в качестве «дублёра» аналогичного произведения Алессандро Скарлатти, исполняемого в неаполитанских храмах каждую Страстную пятницу. Впрочем, вскоре новая кантата затмила свою предшественницу, став самым часто издаваемым в XVIII веке музыкальным произведением. Её аранжировкой занимались многие композиторы, включая Баха, который использовал её как основу для своего псалма Tilge, Höchster, meine Sünden, BWV 1083.
Перголези создал ряд крупных инструментальных работ, включая скрипичную сонату и скрипичный концерт. В то же время некоторые сочинения, приписываемые композитору после его смерти, оказались фальшивками. Так, автором долгое время считавшихся принадлежащими Перголези шести концертов Sei Concerti Armonici оказался нидерландский композитор Унико Вильгельм ван Вассенар.
Джованни Баттиста Перголези скончался от туберкулёза в возрасте 26 лет.
Изображён на итальянской почтовой марке 1986 года.

## Произведения
- Опера Salustia, 1731
- Оратория La conversione e morte di San Guglielmo, 1731
- Опера Lo frate 'nnammorato (Влюбленный монах), 1732
- Опера Il Prigionier superbo (Гордый пленник), 1733
- Интермедия La Serva Padrona (Служанка-госпожа), 1733
- Опера Adriano in Siria, 1734
- Опера L’Olimpiade, 1735
- Опера Il Flaminio, 1735
- Кантата Stabat Mater, 1736

## Использование музыки
- 1920 — ряд фрагментов из сочинений композитора был переработан И. Ф. Стравинским при создании балета «Пульчинелла» в хореографии Л. Ф. Мясина и оформлении П. Пикассо